# Maria Elisa Teófilo de Luna
 Maria Elisa Teófilo de Luna (Rio de Janeiro, 23 de janeiro de 1952) é uma diplomata brasileira. Desde 2024, é embaixadora do Brasil na República de Trindade e Tobago e, cumulativamente, em Granada.

## Biografia

### Vida pessoal
Nasceu na cidade do Rio de Janeiro, filha de e Izolda Teófilo Pessoa de Luna e Luiz Pessoa de Luna.

### Formação Acadêmica
Em 1974, graduou-se em Direito pela Universidade Federal do Rio de Janeiro.

### Carreira Diplomática
Ingressou na carreira diplomática em 1981, no cargo de Terceira Secretária, após ter concluído o Curso de Preparação à Carreira de Diplomata do Instituto Rio Branco. 
Foi inicialmente lotada na Divisão de Difusão Cultural como assistente. Em 1983, passou a trabalhar na Divisão de Divulgação Cultural. Foi promovida, em 1987, a segunda-secretária. Em 1988, mudou-se para Abu Dhabi, onde trabalhou na Embaixada do Brasil no cargo de segunda-secretária. No ano de 1990, passou a trabalhar na Embaixada do Brasil em Havana. 
Em seu regresso ao Brasil, no ano de 1991, foi nomeada assessora da Divisão de Organismos Internacionais Especializados, tendo permanecido no cargo até 1993. Havia sido promovida, em 1992, a primeira-secretária. Em seguida, foi designada cônsul-adjunta no Consulado do Brasil em Milão, onde permaneceu até 1996, quando foi removida para o Consulado do Brasil em Assunção. 
Em 1998, ao retornar a Brasília, assumiu a assessoria internacional do Ministério da Agricultura e do Abastecimento, presidindo no ano seguinte a 19ª reunião ordinária do comitê executivo do Instituto Interamericano de Cooperação para a Agricultura [es]. Em seguida, foi designada chefe da Divisão de Imigração do Itamaraty, além de promovida a conselheira. No ano 2000, mudou-se para Lisboa, tendo trabalhado no Secretariado-Executivo da Comunidade dos Países de Língua Portuguesa.
Em 2001, assumiu o cargo de conselheira na Embaixada do Brasil na Cidade do Panamá. Retornou ao Brasil em 2003, para assumir a chefia da Divisão de África I. Sua promoção à ministra de segunda classe ocorreu em 2001. Em 2008, foi removida a Bruxelas, exercendo a função de ministra-conselheira da Embaixada do Brasil, onde brevemente assumiu como encarregada de negócios entre a transição de embaixadores entre outubro e novembro de 2008. Em 2010, foi designada Embaixadora do Brasil em Dakar, onde permaneceu até 2015, quando assumiu a chefia do Consulado-Geral do Brasil em Montréal. Em 2012, havia sido promovida a ministra de Primeira Classe, mais alto cargo da carreira diplomática brasileira.
Em 2017, foi retirada de Montréal e passou a ser Embaixadora do Brasil junto à República do Gana, cargo que ocupou até meados de 2022, porém, em novembro de 2019 as Embaixadas do Brasil na República da Libéria e na República da Serra Leoa foram fechadas, passando a representação destes países para a embaixada no Gana. Foi retirada da embaixada em março de 2022, se retirando efetivamente acerca de 2 meses depois, brevemente passou pela Coordenação-Geral de Ensino e foi assessora do Superior Tribunal de Justiça, ainda no mesmo ano.
Em novembro de 2023, foi indicada para ocupar a Embaixada do Brasil em Trinidad e Tobago, sendo aprovada em dezembro do mesmo ano e nomeada em janeiro de  2024, sendo que desde outubro do ano anterior esta embaixada acumula as funções também para Granada.

## Condecorações
- Ordem de Rio Branco, Grã-Cruz, Brasil (2023)[16]